# Leyla McCalla
Leyla Sarah McCalla (New York, 3 ottobre 1985) è una violoncellista statunitense.
Ha suonato il violoncello con la band di archi vincitrice di premi Grammy Carolina Chocolate Drops, ma dal 2013 ha lasciato il gruppo per concentrarsi sulla sua carriera solista.

## Biografia
Entrambi i genitori di McCalla sono nati ad Haiti. Suo padre, Jocelyn McCalla, è stato direttore esecutivo della National Coalition for Haitian Rights di New York ed è accreditato come traduttore nel suo album Vari-Colored Songs. Sua madre, Régine Dupuy, è arrivata negli Stati Uniti all'età di 5 anni ed è la figlia di Ben Dupuy che gestiva Haïti Progrès, un giornale socialista haitiano di New York. La sorella minore di Leyla, Sabine McCalla, è anche lei musicista a New Orleans.
Leyla McCalla è nata nel quartiere dei Queens, a New York City, ed è cresciuta a Maplewood, nel New Jersey, dove ha frequentato la Columbia High School. Da adolescente ha vissuto ad Accra in Ghana per due anni. Dopo un anno allo Smith College, si trasferisce alla New York University per studiare violoncello e musica da camera. Nel 2010 si trasferisce a New Orleans, dove affina la sua arte suonando musica per le strade del quartiere francese. Oltre al violoncello, suona anche banjo e chitarra.

## Carriera
Dal 2011 al 2013 Leyla McCalla è stata membro delle Carolina Chocolate Drops. Dal 2019 fa parte del gruppo Our Native Daughters.
Nel 2017 McCalla è stata in tournée con il suo trio, con base a New Orleans, che includeva anche suo marito Daniel Tremblay e Free Feral.
Dal 2019 al 2020, McCalla è stata in tournée con il Leyla McCalla Quartet, che comprende i musicisti Dave Hammer, Shawn Myers e Pete Olynciw.

## Primo album
Il primo album di McCalla, Vari-Coloured Songs, è stato acclamato dalla critica ed è un tributo a Langston Hughes che include adattamenti delle sue poesie, canzoni popolari haitiane cantate in creolo haitiano, e composizioni originali. 
McCalla afferma che la prima canzone che scrisse per l'album fu "Heart of Gold" perché dava "una finestra sul pensiero di Hughes". I critici musicali hanno sottolineato l'influenza nell'album delle tradizioni della Louisiana come le vecchie melodie di violino Cajun e il banjo del jazz tradizionale . 
Compaiono nell'album anche i component del suo precedente gruppo Carolina Chocolate Drops. 
L'album è stato finanziato in parte attraverso una campagna di crowdfunding su Kickstarter che ha superato l'obiettivo di 5000 $ per arrivare a 20000 $.

## Vita privata
McCalla è sposata dal 2019 con il collega musicista Daniel Tremblay, con il quale hanno avuto tre figli.

## Discografia

### Album
- 2014 – Vari-Colored Songs: A Tribute to Langston Hughes
- 2016 – A Day for the Hunter, A Day for the Prey
- 2019 – Capitalist Blues
- 2022 - Breaking the Thermometer
- 2024 - Sun Without The Heat

### Collaborazioni
- 2012 – Carolina Chocolate Drops: Leaving Eden
- 2019 – Our Native Daughters: Songs of Our Native Daughters